# Dream Theater-diszkográfia
Az amerikai progresszív metal együttes Dream Theater diszkográfiája tizennégy stúdióalbumot, hét koncertalbumot, egy középlemezt, egy válogatást, hat kislemezt és hét videófilmet sorol fel. A zenekar 1985-86 közötti első stúdiófelvételeit az együttes Official Bootlegs sorozatában 2003-ban megjelent Majesty Demos tartalmazza.
A Dream Theater második stúdióalbuma, az 1992-es Images and Words aranylemez státuszt ért el az Amerikai Egyesült Államokban. A 2001-es Metropolis 2000: Scenes from New York koncertvideó szintén bearanyozódott, 2004 óta pedig három DVD-kiadványuk is elérte a platina státuszt az USA-ban.

## Stúdióalbumok
| Év   | Album                                  | Információ                                                                          | Legjobb listás helyezések | Legjobb listás helyezések | Legjobb listás helyezések | Legjobb listás helyezések | Legjobb listás helyezések | Legjobb listás helyezések | Legjobb listás helyezések | Legjobb listás helyezések | Legjobb listás helyezések | Legjobb listás helyezések |
| Év   | Album                                  | Információ                                                                          | US                        | FIN                       | FRA                       | GER                       | HUN                       | JPN                       | NLD                       | NOR                       | SWE                       | UK                        |
| ---- | -------------------------------------- | ----------------------------------------------------------------------------------- | ------------------------- | ------------------------- | ------------------------- | ------------------------- | ------------------------- | ------------------------- | ------------------------- | ------------------------- | ------------------------- | ------------------------- |
| 1989 | When Dream and Day Unite               | - Megjelent: 1989. március 6. - Kiadó: Mechanic/MCA - Formátum: CD, LP, kazetta     | —                         | —                         | —                         | —                         | —                         | 98                        | —                         | —                         | —                         | —                         |
| 1992 | Images and Words                       | - Megjelent: 1992. július 20. - Kiadó: Atco/Atlantic - Formátum: CD, kazetta        | —                         | —                         | 94                        | 30                        | —                         | —                         | —                         | —                         | —                         | —                         |
| 1994 | Awake                                  | - Megjelent: 1994. október 4. - Kiadó: EastWest/Elektra - Formátum: CD, kazetta     | 32                        | —                         | —                         | 15                        | —                         | 7                         | 33                        | —                         | 5                         | 65                        |
| 1997 | Falling into Infinity                  | - Megjelent: 1997. szeptember 23. - Kiadó: EastWest/Elektra - Formátum: CD, kazetta | 52                        | 5                         | 42                        | 9                         | 10                        | 16                        | 16                        | 20                        | 14                        | 163                       |
| 1999 | Metropolis Pt. 2: Scenes from a Memory | - Megjelent: 1999. október 26. - Kiadó: EastWest/Elektra - Formátum: CD, kazetta    | 73                        | 6                         | 40                        | 8                         | 13                        | 19                        | 28                        | 28                        | 44                        | 131                       |
| 2002 | Six Degrees of Inner Turbulence        | - Megjelent: 2002. január 29. - Kiadó: EastWest/Elektra - Formátum: 2CD             | 46                        | 2                         | 17                        | 12                        | 7                         | 15                        | 14                        | 16                        | 12                        | —                         |
| 2003 | Train of Thought                       | - Megjelent: 2003. november 11. - Kiadó: EastWest/Elektra - Formátum: CD            | 53                        | 9                         | 24                        | 16                        | 25                        | 12                        | 21                        | 9                         | 9                         | 146                       |
| 2005 | Octavarium                             | - Megjelent: 2005. június 7. - Kiadó: Atlantic - Formátum: CD                       | 36                        | 2                         | 18                        | 15                        | 4                         | 10                        | 9                         | 9                         | 4                         | 72                        |
| 2007 | Systematic Chaos                       | - Megjelent: 2007. június 4. - Kiadó: Roadrunner - Formátum: CD+DVD                 | 19                        | 3                         | 17                        | 7                         | 1                         | 12                        | 2                         | 3                         | 5                         | 25                        |
| 2009 | Black Clouds & Silver Linings          | - Megjelent: 2009. június 23. - Kiadó: Roadrunner - Formátum: CD, 3CD+DVD           | 6                         | 1                         | 9                         | 3                         | 1                         | 2                         | 3                         | 7                         | 3                         | 23                        |
| 2011 | A Dramatic Turn of Events              | - Megjelent: 2011. szeptember 13. - Kiadó: Roadrunner - Formátum: CD                | 8                         | 1                         | 5                         | 3                         | 6                         | 8                         | 2                         | 5                         | 3                         | 17                        |
| 2013 | Dream Theater                          | - Megjelent: 2013. szeptember 20. - Kiadó: Roadrunner - Formátum: CD                | 7                         | 2                         | 18                        | 4                         | 2                         | 10                        | 4                         | 7                         | 5                         | 15                        |
| 2016 | The Astonishing                        | - Megjelent: 2016. január 29. - Kiadó: Roadrunner - Formátum:CD, LP                 | 11                        | 2                         | 13                        | 5                         | 2                         | 10                        | 4                         | 2                         | 3                         | 11                        |
| 2019 | Distance Over Time                     | - Megjelent: 2019. február 22. - Kiadó: InsideOut Music - Formátum:CD, LP, DL       | 24                        | 4                         | 16                        | 1                         | 5                         | 10                        | 3                         | 3                         | 4                         | 12                        |
| 2021 | A View from the Top of the World       | - Megjelent: 2021. október 22. - Kiadó: InsideOut Music - Formátum:CD, LP, DL       | 52                        | 1                         | 30                        | 2                         | 11                        | 8                         | 3                         | 13                        | 21                        | 21                        |

## Mini-albumok
| Év   | Album               | Információ                                                                          |
| ---- | ------------------- | ----------------------------------------------------------------------------------- |
| 1995 | A Change of Seasons | - Megjelent: 1995. szeptember 19. - Kiadó: EastWest/Elektra - Formátum: CD, kazetta |

## Koncertalbumok
| Év   | Album                     | Információ |
| ---- | ------------------------- | --- |
| 1993 | Live at the Marquee       | - Tartalom: 1993. április 23-i, londoni koncert felvétele - Megjelent: 1993. szeptember 3. - Kiadó: Atco/Atlantic - Formátum: CD, kazetta                   |
| 1998 | Once in a LIVEtime        | - Tartalom: 1998. június 25-i párizsi koncert felvétele - Megjelent: 1998. október 27. - Kiadó: EastWest/Elektra - Formátum: 2CD                            |
| 2001 | Live Scenes from New York | - Tartalom: 2000. augusztus 30-i, New York-i koncert felvétele - Megjelent: 2001. március 20. - Kiadó: EastWest/Elektra - Formátum: 3CD                     |
| 2004 | Live at Budokan           | - Tartalom: 2004. április 26-i, tokiói koncert felvétele - Megjelent: 2004. október 5. - Kiadó: Elektra - Formátum: 3CD                                     |
| 2006 | Score                     | - Tartalom: 2006. április 1-jei, New York-i koncert felvétele - Megjelent: 2006. augusztus 29. - Kiadó: Rhino - Formátum: 3CD                               |
| 2008 | Chaos in Motion 2007–2008 | - Tartalom: 2007-es és 2008-as világkörüli turné felvételei. - Megjelent: 2008. szeptember 30. - Kiadó: Roadrunner - Formátum: 3CD+2DVD                     |
| 2013 | Live at Luna Park         | - Tartalom: 2012. augusztus 19-20-i, Buenos Aires-i koncert felvétele - Megjelent: 2013. november 5. - Kiadó: Eagle Rock Entertainment - Formátum: 3CD+2DVD |
| 2014 | Breaking the Fourth Wall  | - Tartalom: 2014-es bostoni koncert felvétele. - Megjelent: 2014. szeptember 29. - Kiadó: Roadrunner - Formátum: 3CD+2DVD, Blu-Ray                          |

## Válogatások
| Év   | Album                                          | Információ                                                                                          |
| ---- | ---------------------------------------------- | --------------------------------------------------------------------------------------------------- |
| 2008 | Greatest Hit (…and 21 Other Pretty Cool Songs) | - Tartalom: Best of 1991-2005 - Megjelent: 2008. április 1. - Kiadó: Rhino/Atlantic - Formátum: 2CD |

## Kislemezek
| Év   | Cím                 | Kiadó            | Album                                  |
| ---- | ------------------- | ---------------- | -------------------------------------- |
| 1992 | Another Day         | Atco/Atlantic    | Images and Words                       |
| 1994 | Lie                 | EastWest/Elektra | Awake                                  |
| 1994 | The Silent Man      | EastWest/Elektra | Awake                                  |
| 1997 | Hollow Years        | EastWest/Elektra | Falling into Infinity                  |
| 2000 | Through Her Eyes    | EastWest/Elektra | Metropolis Pt. 2: Scenes from a Memory |
| 2008 | Forsaken            | Roadrunner       | Systematic Chaos                       |
| 2009 | Wither              | Roadrunner       | Black Clouds & Silver Linings          |
| 2014 | Illumination Theory | Roadrunner       | Dream Theater                          |

## Videók
| Év   | Videó                                 | Információ | Eladási minősítések |
| ---- | ------------------------------------- | --- | ------------------- |
| 1993 | Images and Words: Live in Tokyo       | - Tartalom: 1993. augusztus 26-i, tokiói koncert felvétele - Megjelent: 1993. november 16. - Kiadó: EastWest/Atlantic - Formátum: VHS         |                     |
| 1998 | 5 Years in a LIVEtime                 | - Tartalom: Koncertfelvételek, klipek, stúdióriportok (1993-98) - Megjelent: 1998. október 27. - Kiadó: EastWest - Formátum: VHS              |                     |
| 2001 | Metropolis 2000: Scenes from New York | - Tartalom: 2000. augusztus 30-i, New York-i koncert felvétele - Megjelent: 2001. március 20. - Kiadó: Elektra - Formátum: VHS, DVD           | aranylemez (USA)    |
| 2004 | Live in Tokyo / 5 Years in a LIVEtime | - Tartalom: újrakiadás - Megjelent: 2004. június 29. - Kiadó: Rhino - Formátum: 2DVD                                                          | platinalemez (USA)  |
| 2004 | Live at Budokan                       | - Tartalom: 2004. április 26-i, tokiói koncert felvétele - Megjelent: 2004. október 5. - Kiadó: Elektra - Formátum: 2DVD                      | platinalemez (USA)  |
| 2006 | Score                                 | - Tartalom: 2006. április 1-jei, New York-i koncert felvétele - Megjelent: 2006. augusztus 29. - Kiadó: Rhino - Formátum: 2DVD                | platinalemez (USA)  |
| 2008 | Chaos in Motion 2007–2008             | - Tartalom: Turnéfilm - Megjelent: 2008. szeptember 30. - Kiadó: Roadrunner - Formátum: 2DVD+3CD                                              |                     |
| 2013 | Live at Luna Park                     | - Tartalom: 2012. augusztus 19-20-i, Buenos Aires-i koncert felvétele - Megjelent: 2013. november 5. - Kiadó: Roadrunner - Formátum: 2DVD+3CD |                     |
| 2014 | Breaking the Fourth Wall              | - Tartalom: 2014-es bostoni koncert felvétele. - Megjelent: 2014. szeptember 29. - Kiadó: Roadrunner - Formátum: 2DVD+3CD, Blu-Ray            |                     |

## Official Bootlegs
A dobos Mike Portnoy 2003-ban indította be az YtseJam kiadót, amely a Dream Theater speciális kiadványait jelenteti meg négy különböző kategóriában:
- Demo Series (demófelvételek)
- Live Series (koncertfelvételek)
- Cover Series (feldolgozásalbumok)
- Studio Series (stúdióalbumok)

| Év   | Cím                                      | Kategória     |
| ---- | ---------------------------------------- | ------------- |
| 2003 | The Majesty Demos 1985–1986              | Demo Series   |
| 2003 | Los Angeles, California 5/18/98          | Live Series   |
| 2003 | The Making of Scenes from a Memory       | Studio Series |
| 2004 | When Dream and Day Unite Demos 1987–1989 | Demo Series   |
| 2004 | Tokyo, Japan 10/28/95                    | Live Series   |
| 2004 | Master of Puppets                        | Cover Series  |
| 2005 | Images and Words Demos 1989–1991         | Demo Series   |
| 2005 | The Number of the Beast                  | Cover Series  |
| 2005 | When Dream and Day Reunite               | Live Series   |
| 2006 | Awake Demos 1994                         | Demo Series   |
| 2006 | Old Bridge, New Jersey 12/14/96          | Live Series   |
| 2006 | The Dark Side of the Moon                | Cover Series  |
| 2007 | New York City 3/4/93                     | Live Series   |
| 2007 | Falling into Infinity Demos              | Demo Series   |
| 2007 | Made in Japan                            | Cover Series  |
| 2007 | Bucharest, Romania 7/4/02 DVD            | Live Series   |
| 2009 | The Making of Falling into Infinity      | Studio Series |
| 2009 | Train Of Thought Instrumental Demos 2003 | Demo Series   |
| 2009 | Uncovered 2003-2005                      | Cover Series  |
| 2009 | Santiago, Chile 12/6/05 DVD              | Live Series   |